# La Gacilly (commune déléguée)
La Gacilly [la gasiji] est une ancienne commune du département du Morbihan, dans la région Bretagne, en France.
Avec les deux communes La Chapelle-Gaceline et Glénac, elle a donné naissance à la nouvelle commune La Gacilly
créée avec le statut administratif de commune nouvelle le 1er janvier 2017.
Ces trois anciennes communes du Morbihan ont le statut administratif de commune déléguée.

## Géographie

### Localisation
Commune de la vallée de l’Aff, La Gacilly se trouve à vol d'oiseau à 13,0 kilomètres de Redon, à 48,8 kilomètres de Vannes, à 50,6 kilomètres de Rennes et à 74,6 kilomètres de Nantes.

### Géologie et relief
La superficie de la commune est de 1 648 hectares ; son altitude varie de 4  à   98 mètres.

### Hydrographie

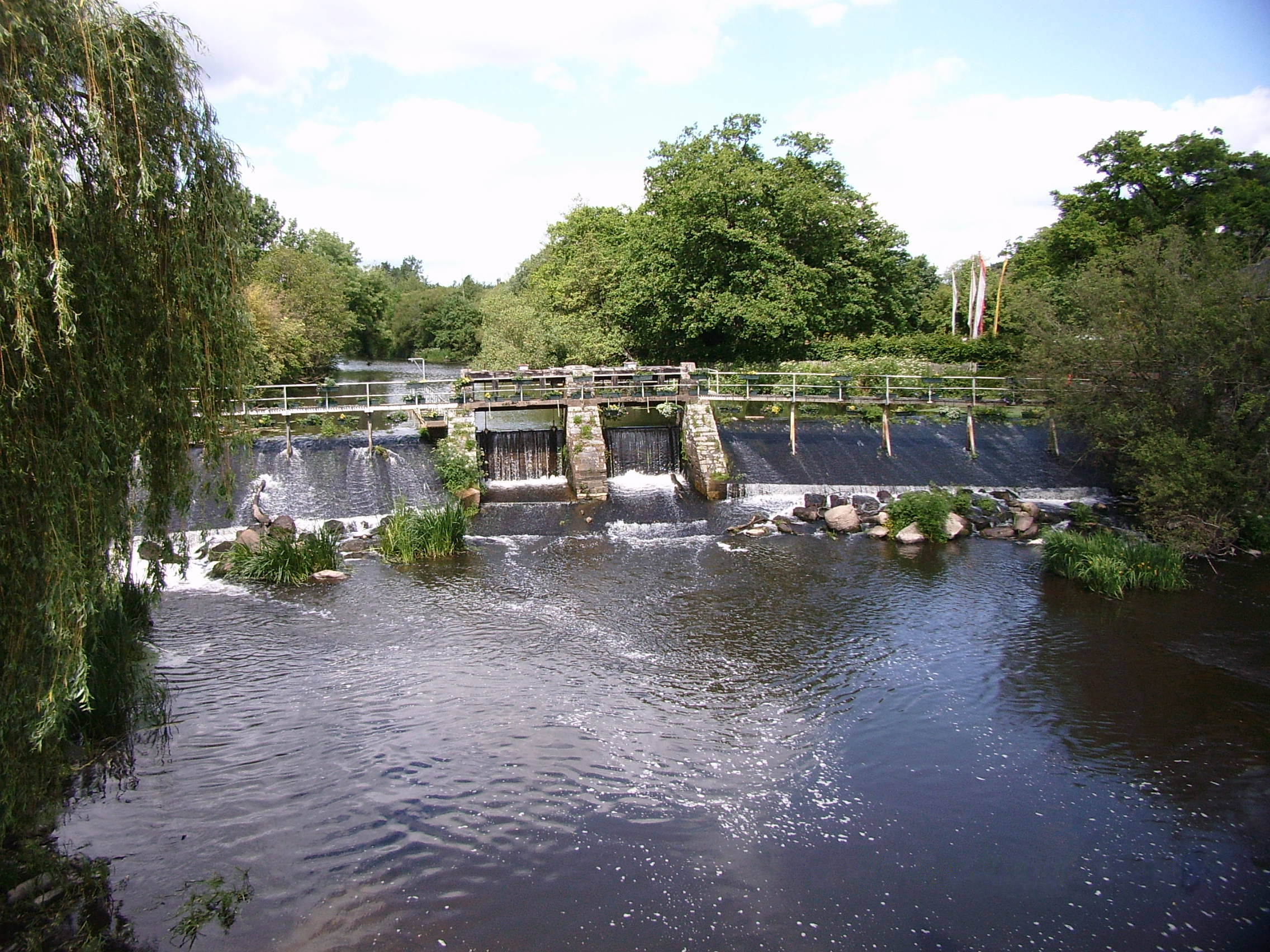
L'Aff à La Gacilly.

La commune est traversée par l'Aff, rivière longue de 66 km.

## Urbanisme

### Logement
En 2013, le nombre total de logements dans la commune était de 1 227, alors qu'il était de 1 162 en 2008.
Parmi ces logements, 80,0 % étaient des résidences principales, 7,9 % des résidences secondaires et 12,1 % des logements vacants. Ces logements étaient pour 84,2 % d'entre eux des maisons individuelles et pour 15,5 % des appartements.
La proportion des résidences principales, propriétés de leurs occupants était de 64,4 %, en augmentation par rapport à 2008 (58,0 %). La part de logements HLM loués vides (logements sociaux) n'était que de 12,9 %, en baisse importante par rapport à 2008 (19,5 %).

## Toponymie
Le nom de la localité est attesté sous les formes La Gacille en 1340 ; La Gazilli en 1405 ; La Gatcyly en 1516 ; [La Gaulle lege] La Gacille en 1654.
Selon Ernest Nègre, qui ne cite aucune forme ancienne, signe qu'il n'en connaît pas, La Gacilly renverrait au déterminant du lieu voisin la Chapelle Gaceline (aujourd'hui la Chapelle-Gaceline), avec chute de la finale -ne, dont l'élément Gaceline représente l'anthroponyme germanique Wacelinus, forme latinisée du nom Wacelin, devenu Gacelin dans les parlers centraux et méridionaux de la langue d'oïl. On ne conserve cependant aucune trace de cette finale -ne dans les formes anciennes.
Gaceline serait la forme féminine correspondant au prénom masculin Gacelin, nom de famille actuel Gasselin (Normandie du sud, Perche et Beauce) et Vasselin (Normandie)) que l'on retrouve dans le cartulaire de Redon. Gaceline (Waceline), femme de Philippe de Montauban qui y vécut à la fin du XVe siècle. Le prénom féminin se poursuit dans le nom de famille Gasseline (Normandie, Perche et Beauce). Il s'agit d'un ancien prénom germanique en -elin(e), diminutif du nom de personne Gasse, autrement Vasse cf. Wace, auteur normand.
Le nom en breton de la commune est Gazilieg et en gallo La Gaczilhae.

## Histoire

### Origines
Les vestiges mégalithiques tels le menhir de la Roche piquée et les tablettes de Cournon attestent la présence des humains depuis très longtemps.
La cité est née au XIIe ou XIIe siècle lors de la construction d’un château-fort, aujourd’hui disparu. Son origine ne semble pas remonter au-delà du XIIe siècle comme l'indique son toponyme précédé d'un article. Le lieu n'a pas encore de statut de paroisse au début du XIVe siècle.

### LeXIXesiècle
En décembre 1873, 165 habitants des communes de Crédin, Plescop, La Gacilly et Missiriac  « supplient l'Assemblée nationale de proclamer Henri V, roi de France.

### LeXXesiècle

#### La Belle Époque
Un décret du Président de la République en date du 14 juin 1911 attribue, à défaut de bureau de bienfaisance, les biens ayant appartenu à la fabrique de La Gacilly et actuellement placés sous séquestre à la commune de La Gacilly.
La ligne de tramway à voie métrique et voie unique de la Compagnie des tramways à vapeur d'Ille-et-Vilaine allant de Rennes à Plélan (inaugurée en 1898) et surnommée « le Tacot », est prolongée jusqu'à Guer via Paimpont-les-Forges, Beignon, Saint-Malo-de-Beignon et le camp de Coëtquidan (mise en service le 6 juin 1913), puis jusqu'à Redon via Carentoir et La Gacilly, elle ferma le 31 août 1948).

#### L'après Seconde Guerre mondiale
Dans les années 1950, La Gacilly est un petit chef-lieu de canton rural, « située en dehors des grands courants d'échanges régionaux », en déclin démographique, et les perspectives de développement économique semblent limitées.
En 1959, l'homme d'affaires Yves Rocher crée une entreprise de fabrication de cosmétiques vendus par correspondance. L'entreprise grandit rapidement : de 30 salariés initialement, elle passe à 334 en 1969, et 1200 en 1984. Parallèlement, Yves Rocher utilise son succès économique pour s'imposer en politique : en 1962, il devient maire de la commune, et le reste pendant 46 ans, jusqu'en 2008.
À partir des années 1960, programme d'embellissement de la ville est mis en place, afin de créer l'image d'un village authentique et traditionnel. La mairie facilite ainsi l'installation d'artisans d'art dans le bourg, aménage des rues piétonnes, encourage les habitants à fleurir leurs maisons et installe du mobilier urbain pour créer une ambiance néo-rurale attrayante. La municipalité cherche ainsi à encourager le tourisme vert. Plusieurs infrastructures de loisir sont construites, comme un chapiteau municipal accueillant spectacles, fêtes et brocantes ; dans les années 1970, un grand complexe sportif est édifié, avec salle omnisports, piscine, courts de tennis et club hippique. Dans les années 1980, la municipalité crée une galerie d'art, et en 2002, une médiathèque est inaugurée. Cela donne à La Gacilly un rayonnement régional par rapport aux communes voisines moins équipées.
Toutefois, cette politique d'aménagement touristique et d'équipement de loisirs de prestige se fait au détriment d'autres infrastructures : l'école primaire, fréquentée par plus de 150 élèves, a besoin de travaux de rénovations majeurs dans les années 1980, mais ces investissements sont refusés au profit de la construction de halles municipales pour recréer un marché hebdomadaire. En 2002, l'école n'est toujours pas rénovée. Turcotte et Salmon notent qu'Yves Rocher gère la ville comme un entrepreneur gérerait une entreprise.

## Politique et administration

### Administration municipale
En 2016, le nombre d'habitants au dernier recensement étant compris entre 1 500 et 2 499, le nombre de membres du conseil municipal est de 19.

### Liste des maires
| Période                                  | Période                    | Identité                      | Étiquette   | Qualité |
| ---------------------------------------- | -------------------------- | ----------------------------- | ----------- | --- |
| Les données manquantes sont à compléter. |                            |                               |             | |
| 1790                                     | 1792                       | Gilles Le Gal                 |             | Juge au district de Rochefort-en-Terre                                                                                       |
| 1792                                     | 1793                       | Augustin Grinsart-Lasalle     |             | Tanneur, négociant à Redon                                                                                                   |
| 1793                                     | 1808                       | Jean Cheval (1762-1826)       |             | Notaire public et propriétaire                                                                                               |
| 1808                                     | 1810                       | Jacques-Marie Le Roy          |             | |
| 1810                                     | 1815                       | Jacques-Godefroy Saulnier     |             | |
| 1815                                     | 1831                       | Pascal Orinel (1774-1842)     |             | Marchand |
| 1831                                     | 1855                       | Mathurin Robert               |             | Médecin |
| 1855                                     | 1865                       | Jean-Marie Rouxel             |             | |
| 1865                                     | 1871                       | Constant Orinel (1800-1882)   |             | Ancien sous-lieutenant de la Garde nationale gacilienne                                                                      |
| mai 1871                                 | janvier 1874 (révocation)  | Emmanuel Étrillard            |             | Avocat, ancien adjoint au maire                                                                                              |
| février 1874                             | mai 1876                   | Jean Marie Rouxel             |             | |
| mai 1876                                 | 1883                       | Emmanuel Étrillard            |             | Avocat |
| 1884                                     | mai 1884                   | M. Bourrée                    |             | |
| mai 1884                                 | avril 1899 (décès)         | Léon Éoche-Duval (1840-1899)  |             | Négociant |
| juin 1899                                | mai 1908                   | Albert Barbotin (1844-1921)   | Républicain | Négociant |
| mai 1908                                 | décembre 1919              | Maurice Éoche-Duval           |             | |
| décembre 1919                            | mai 1929                   | Henri Aillet                  |             | Médecin |
| mai 1929                                 | mai 1945                   | Alexandre Bruc (1873-1953)    |             | Négociant |
| mai 1945                                 | octobre 1947               | François Le Chêne (1896-1960) |             | Entrepreneur de bâtiment |
| octobre 1947                             | 5 janvier 1962 (démission) | Auguste Jouvance (1893-1977)  | MRP puis RI | Entrepreneur de travaux publics, ancien adjoint au maire Conseiller général de La Gacilly (1951 → 1964)                      |
| 11 février 1962                          | 14 mars 2008               | Yves Rocher                   | DVD         | PDG de l'entreprise Yves Rocher Conseiller régional de Bretagne (1992 → 1998) Conseiller général de La Gacilly (1982 → 2001) |
| 14 mars 2008                             | 31 décembre 2016           | Jacques Rocher,               | SE          | Président de la Fondation Yves Rocher                                                                                        |

### Liste des maires délégués
| Période         | Période     | Identité       | Étiquette | Qualité                                                                                    |
| --------------- | ----------- | -------------- | --------- | ------------------------------------------------------------------------------------------ |
| 12 janvier 2017 | 25 mai 2020 | Jacques Rocher | SE        | Président de la Fondation Yves Rocher Maire de la commune nouvelle de La Gacilly (2017 → ) |
| 25 mai 2020     | En cours    | Philippe Noget | SE        | Pharmacien                                                                                 |

Depuis le 1er janvier 2017, le maire délégué de la commune déléguée est de droit l'ancien maire de l'ancienne commune, Jacques Rocher.

### Politique environnementale

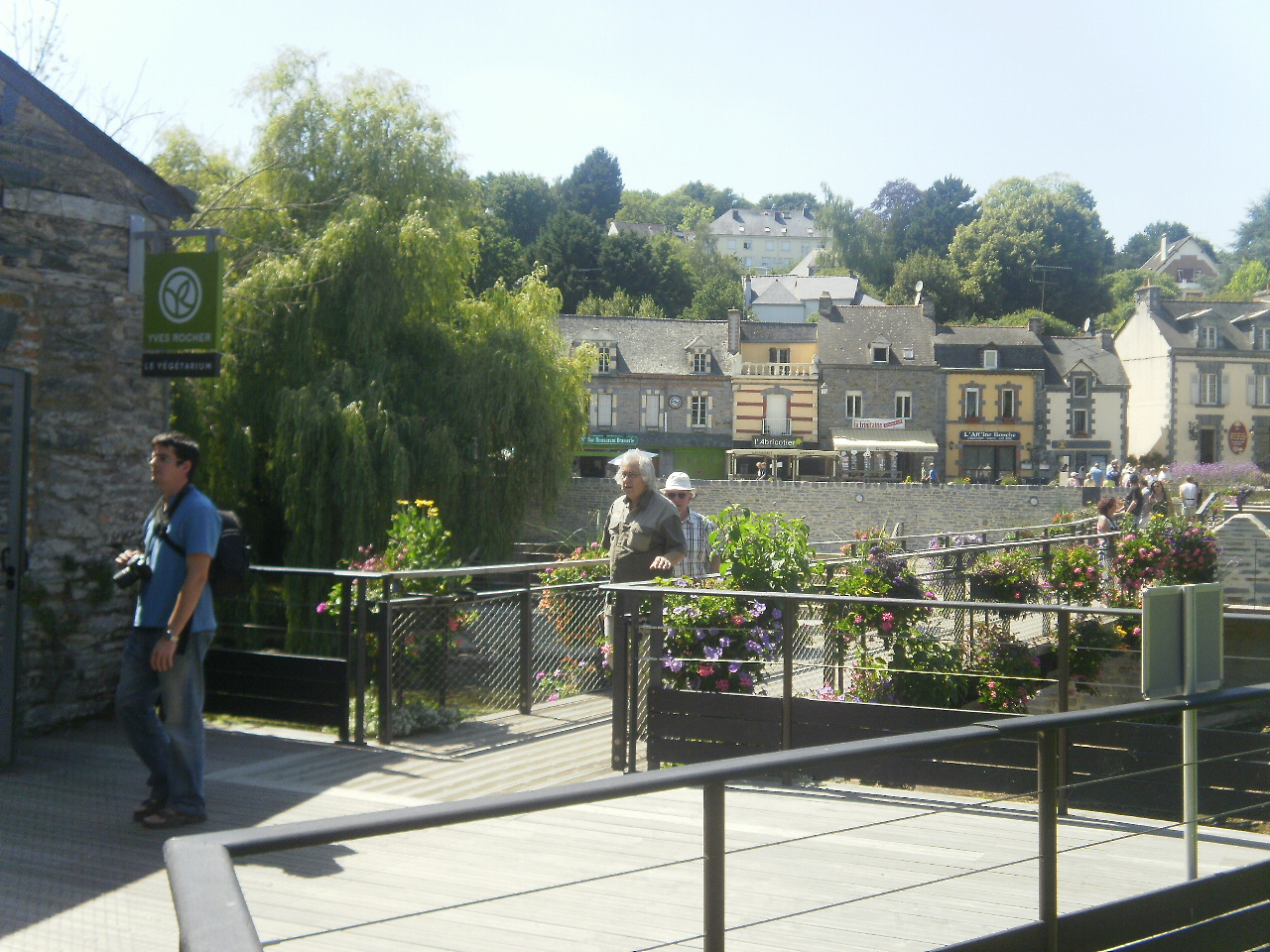
Le bout du pont
(en juillet 2011).

La mairie mène depuis le début des années 1960 une stratégie d'amélioration de la commune reposant sur une politique de fleurissement et d’embellissement. C'est ainsi qu'au concours des villes et villages fleuris organisé par le conseil national de villes et villages fleuris, La Gacilly a obtenu le plus haut niveau de « 4 fleurs » au palmarès 2007, niveau confirmé en 2016.

### Jumelages
Au 31 décembre 2016, La Gacilly était jumelée avec :
- Diapaga (Burkina Faso) depuis 1980 ;
- Hollersbach im Pinzgau (Autriche) depuis 1986 ;
- Gowerton (Royaume-Uni) depuis 2000.

## Population et société

### Démographie
En 2014, la commune comptait 2 250 habitants. Depuis 2004, les enquêtes de recensement dans les communes de moins de 10 000 habitants ont lieu tous les cinq ans (en 2006, 2011, 2016, etc. pour La Gacilly (commune déléguée)) et les chiffres de population municipale légale des autres années sont des estimations.
| 1793  | 1800  | 1806  | 1821  | 1831  | 1836  | 1841  | 1846  | 1851  |
| ----- | ----- | ----- | ----- | ----- | ----- | ----- | ----- | ----- |
| 1 180 | 1 331 | 1 694 | 1 245 | 1 403 | 1 402 | 1 402 | 1 503 | 1 563 |

| 1856  | 1861  | 1866  | 1872  | 1876  | 1881  | 1886  | 1891  | 1896  |
| ----- | ----- | ----- | ----- | ----- | ----- | ----- | ----- | ----- |
| 1 355 | 1 308 | 1 460 | 1 460 | 1 565 | 1 689 | 1 622 | 1 623 | 1 640 |

| 1901  | 1906  | 1911  | 1921  | 1926  | 1931  | 1936  | 1946  | 1954  |
| ----- | ----- | ----- | ----- | ----- | ----- | ----- | ----- | ----- |
| 1 635 | 1 657 | 1 606 | 1 368 | 1 364 | 1 310 | 1 322 | 1 253 | 1 102 |

| 1962  | 1968  | 1975  | 1982  | 1990  | 1999  | 2006  | 2011  | 2014  |
| ----- | ----- | ----- | ----- | ----- | ----- | ----- | ----- | ----- |
| 1 140 | 1 335 | 1 720 | 2 164 | 2 268 | 2 277 | 2 248 | 2 198 | 2 250 |

### Enseignement
La Gacilly est située dans l'académie de Rennes.

#### Établissements scolaires
Elle administre une école maternelle et une école élémentaire communales et dispose d'une école élémentaire privée.
La commune ne compte ni collège ni lycée public, mais un collège privé.

## Économie

### Emploi
En 2013, la population âgée de 15 à 64 ans s'élevait à 1 327 personnes, parmi lesquelles on comptait 72,4 % d'actifs dont 65,1 % ayant un emploi et 7,2 % de chômeurs.
On comptait 3 492 emplois dans la zone d'emploi, contre 3 314 en 2008. Le nombre d'actifs ayant un emploi résidant dans la zone d'emploi étant de 881, l'indicateur de concentration d'emploi est de 396,2 %, ce qui signifie que la zone d'emploi offre quatre emplois par habitant actif.

### Entreprises et commerces
Au 31 décembre 2014, La Gacilly comptait 277 établissements : 8 dans l’agriculture-sylviculture-pêche, 38 dans l'industrie, 14 dans la construction, 174 dans le commerce-transports-services divers et 43 étaient relatifs au secteur administratif.
En 2013, 16 entreprises ont été créées à La Gacilly, dont 12 par des autoentrepreneurs.
Parmi les 277 établissements, la commune accueille le siège social du Groupe Rocher, qui y a installé un jardin botanique et l'Espace Yves-Rocher.

### Tourisme
Outre les visites au Festival Photo La Gacilly, de nombreux touristes tout au long de l'année viennent voir le travail de plus de trente artisans d'art, installés depuis 1971. En effet, depuis 40 ans, 200 artisans sont passés dans ces ateliers. En 2016, une trentaine d'artistes et artisans d'art, travaillent devant les passants ou dans leurs ateliers.

## Culture et patrimoine

### Lieux et monuments

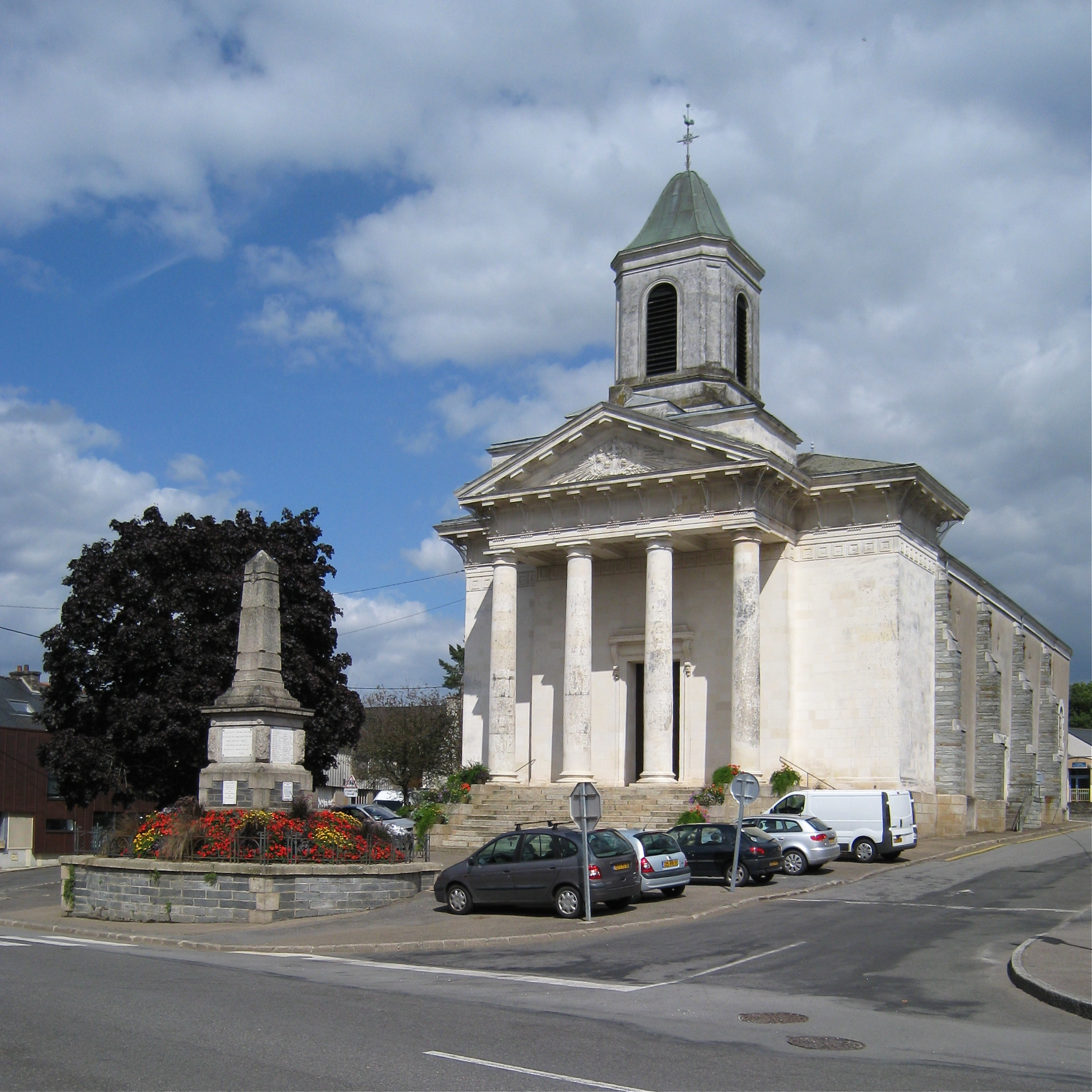
L'église paroissiale Saint-Nicolas.

La commune ne compte pas de monument répertorié à l'inventaire des monuments historiques mais elle compte une sculpture classée depuis 1989, et onze lieux et monuments et huit objet répertoriés à l'inventaire général du patrimoine culturel,. On peut citer par exemple :
- les menhirs de la Roche piquée, situés à la sortie de la ville en direction de Saint-Martin-sur-Oust, colline face à la caserne des pompiers. Le site avait été classé en 1932[36] ;
- l'église paroissiale Saint-Nicolas de style néo-grec, construite au milieu du XIXe siècle[37].

### Musée
Depuis 1998, le « Végétarium », musée consacré aux découvertes du monde végétal, est visité chaque année par 40 000 personnes.

### Manifestations culturelles et festivités

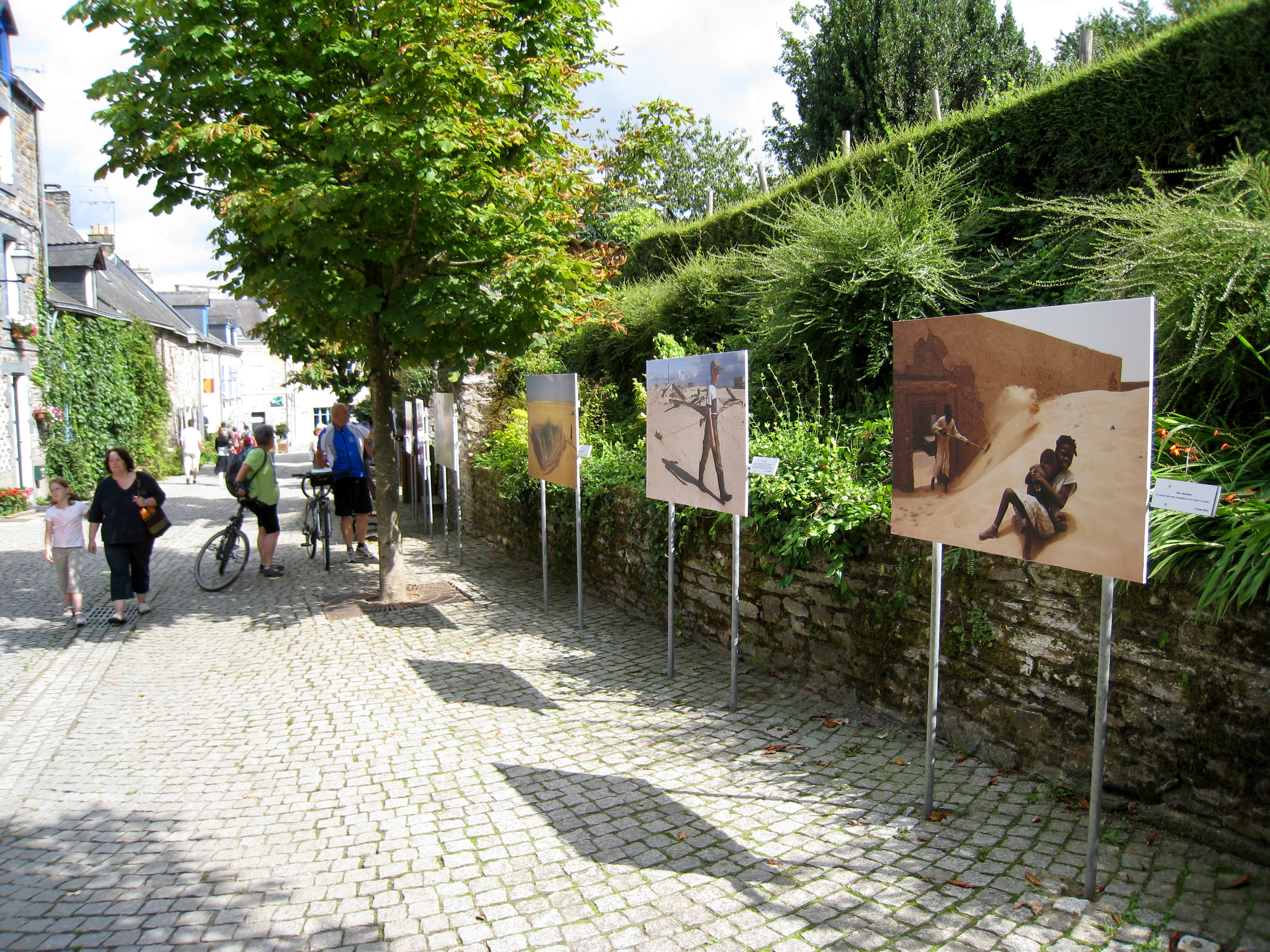
Photos du Festival affichées en plein air, rue Saint-Vincent.

Depuis 2003, le Festival Photo La Gacilly est organisé chaque année afin de présenter le travail de photographes en rapport avec la nature et les hommes.

### Héraldique
| Blason | Blasonnement : Écartelé : au un d’or semé de fleurs de lys d’azur, au franc-canton de gueules, au deux vairé d’azur et d’or à deux tires, au trois palé d’or et de gueules, au quatre d’azur à dix besants d’or posés quatre, trois, deux et un. |

## Personnalités liées à la commune
- Yves Rocher (1930-2009), industriel né à La Gacilly.
- Jean Lemonnier (1950), peintre et sculpteur.
- Jean-Pierre Guillemot (1950), coureur cycliste.
- Anne Smith (1959), peintre. Elle réside dans la commune.